# Victor Aimé Huber

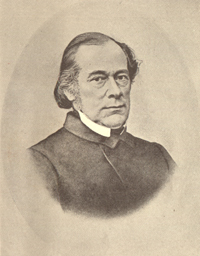
Victor Aimé Huber

Victor Aimé Huber (* 10. März 1800 in Stuttgart; † 19. Juli 1869 in Wernigerode) war ein deutscher Sozialreformer, politischer Denker, Reiseschriftsteller und Literaturhistoriker. Huber gehört neben Eduard Pfeiffer, Karl Korthaus, Hermann Schulze-Delitzsch, Wilhelm Haas und Friedrich Wilhelm Raiffeisen zu den führenden Gründervätern des deutschen Genossenschaftswesens.

## Leben
Victor Aimé Huber war Sohn des Schriftstellerehepaares Ludwig Ferdinand Huber und Therese Huber, geb. Heyne, verw. Forster. Nach dem frühen Tod seines Vaters wurde er als 6-Jähriger als Pflegesohn zu Philipp Emanuel von Fellenberg nach Hofwil bei Bern geschickt. Fellenberg, einstiger Freund Pestalozzis, stand im Begriff, eine Erziehungsanstalt für die Söhne der höheren Stände aufzubauen, in der Victor Aimé Huber als erster Zögling seine Schulbildung erhielt. 1816 schied er im Streit mit Fellenberg vorzeitig aus der Anstalt aus und übersiedelte nach Göttingen zu den Verwandten seiner Mutter. Hier studierte er Medizin und betrieb nebenher Sprach- und Literaturstudien.
1820 promovierte Huber in Würzburg zum Dr. med. mit dem Ziel, sich als praktizierender Arzt im Bayerischen niederzulassen und der verwitweten Mutter einen sorglosen Lebensabend zu ermöglichen. Doch zunächst reiste er 1821 nach Frankreich, Spanien, Portugal, Schottland und England und veröffentlichte Reisebeschreibungen, die im Morgenblatt für gebildete Stände, einer viel gelesenen Beilage von Cottas Allgemeiner Zeitung, erschienen.
Erst 1824 kehrte Huber nach Deutschland zurück und bemühte sich an der Universität in München um den Abschluss des Medizinstudiums. Er scheiterte an der Missgunst der Prüfer und fiel 1825 durch das Examen. Huber deutete das als Wink des Schicksals, hängte die ungeliebte Medizin an den Nagel und verlegte sich ganz auf das Publizieren politischer Artikel – erst bei Cotta, dann als freischaffender Journalist –, wozu er weitere Reisen nach Frankreich und England unternahm.
Da Huber mit dem Schreiben nicht genug Geld verdiente, um die Mutter zu versorgen, nahm er 1828 eine Stelle als Lehrer für Geschichte und neuere Sprachen an der Handelsschule in Bremen, später am Alten Gymnasium in Bremen an. 1830 heiratete er Auguste Klugkist, die Tochter des Bremer Senators Hieronymus Klugkist. 1832 wurde er Professor der neuen und abendländischen Sprachen in Rostock, 1836 in Marburg und 1843 Professor für Literaturgeschichte sowie Herausgeber der konservativen Zeitschrift Janus in Berlin. 1852 schied er aus dem Staatsdienst aus und ließ sich in Wernigerode am Harz nieder, von wo aus er als Privatier und Genossenschaftsexperte tätig war.

### Konfession und Konversion
Huber wurde der Konfession seines Vaters folgend katholisch getauft, ohne sich der katholischen Kirche je innerlich zugehörig zu fühlen. Handlungsleitende Orientierung erwuchs ihm nicht aus der Religion, sondern vielmehr aus dem politischen Liberalismus.
Das änderte sich, als Huber auf seinen Reisen erkennen musste, dass das Ideal des Liberalismus nur höchst unvollkommen verwirklicht werden konnte; hinzu kam, dass er durch seine gesellschaftlich ungesicherte Stellung nicht in der Lage war, seine Mutter zu versorgen. Therese Huber starb kurz bevor er sie zu sich nach Bremen holen konnte, was Huber zeitlebens nicht verwand. Aus dieser Lebenskrise heraus konvertierte Huber zur reformierten Kirche. Die Wende war durch Kontakte zu wichtigen Vertretern der Erweckungsbewegung, aber auch durch die Verbindung mit der reformierten Senatorenfamilie Klugkist vorbereitet worden. Seit seiner Konversion verstand sich Victor Aimé Huber als frommer, kirchentreuer, protestantischer Christ, der sich auf Bibel und Bekenntnis stützte. Zentrum seines Glaubens war die Rechtfertigungslehre, weshalb er im Laufe der Zeit immer mehr in die lutherische Kirche hineinwuchs.
Als evangelischer Christ engagierte sich Huber auch in kirchlichen Fragen. Als einer der ersten außerhalb Hamburgs warb er öffentlich für das Rauhe Haus Johann Hinrich Wicherns, das er kurz nach der Gründung selbst besucht hatte. Noch vor dem Wittenberger Kirchentag setzte sich Huber im Janus für die Innere Mission ein; als dieses Unternehmen nach 1848 zu florieren begann, wurde er von der Ausgestaltung ausgeschlossen, was nicht zuletzt an seinem umstrittenen politischen Ruf lag. Huber blieb ein eifriger Förderer der Inneren Mission und hielt auf einigen Kirchentagen Vorträge über das Genossenschaftswesen; seine Freundschaft zu Wichern blieb bis 1862 bestehen.
Im Janus berichtete Huber 1847 ausführlich über die Verhandlungen der ersten Generalsynode der Evangelischen Landeskirche in Preußen, deren Beschlüsse jedoch in den Umwälzungen der Märzrevolution im Sande verliefen.
Zusammen mit Friedrich Julius Stahl, Ernst Wilhelm Hengstenberg und Ernst Ludwig von Gerlach wirkte Huber im Evangelischen Verein, einem Zweigverein des Gustav-Adolf-Vereins, mit. Der Verein gab christliche Schriften zu erschwinglichen Preisen heraus, außerdem ein bebildertes Evangelienbuch sowie eine vielfach aufgelegte Bilderbibel, deren Motive von Huber ausgewählt wurden. Sein Ziel war, namentlich die Arbeiterfamilien mit christlichen Bildungsinhalten zu erreichen.

### Politisches Engagement
Als Student entbrannte Huber für die Ideale des Liberalismus, die er vor allem in der Realisation einer vom Volk gemachten, freien Verfassung erblickte. Auf der Suche nach diesem Ideal reiste er durch Frankreich, Spanien, Portugal und Großbritannien, die in diesem Zeitraum allesamt Verfassungsstaaten waren.
Ab 1830 tendierte Huber zunehmend zum Konservativismus monarchischer Prägung und lehnte Verfassungen für deutsche Staaten schließlich kategorisch ab. 1842 verfasste er das erste konservative Parteiprogramm Deutschlands, als die Konservativen noch weit davon entfernt waren, sich als Partei zu begreifen. Dieser Einsatz bescherte ihm den Ruf an die Berliner Universität, wo er hauptsächlich als Initiator einer neu zu gründenden konservativen Zeitschrift gewünscht wurde. Als Herausgeber und Hauptautor der Zeitschrift Janus. Jahrbücher deutscher Bildung, Gesinnung und That, die 1845 erstmals erschien, geriet Huber politisch zwischen die Fronten: Den Liberalen und Sozialisten war er als Monarchist und Pietist Feindbild par excellence; sein strikt antikonstitutionalistischer, monarchistischer Konservativismus erwies sich zudem als inkompatibel mit der politischen Überzeugung der führenden preußischen Schichten, so dass sich auch die eigentlichen Gesinnungsgenossen gegen ihn stellten. Der ideelle und finanzielle Erfolg des Janus fiel dementsprechend bescheiden aus und wurde sowohl für die preußische Regierung als auch für Huber zum Verlustgeschäft.
Als Preußen im Zuge der Märzrevolution 1848 zum Verfassungsstaat wurde, stellte Huber den Janus ein, zog sich weitestgehend aus der politischen Publizistik zurück und widmete sich ganz der sozialen Frage. 1852 nahm er seinen Abschied aus Berlin.

### Soziale Frage und Genossenschaftsbewegung
Von Kindheit an war Huber von der Mutter sowie dem Pflegevater Fellenberg die soziale Verantwortung der oberen für die unteren Schichten vorgelebt worden. Dieser Verantwortung konnte Huber erst nachkommen, als er sich selbst als Professor in gesicherten materiellen Verhältnissen befand. In Rostock und Marburg gründete er Kleinkinderbewahranstalten sowie Nähschulen. Seine Bemühungen blieben zunächst ganz im Rahmen der damals üblichen Karitas.
Auf einer Forschungsreise durchwanderte Huber 1844 (im selben Jahr wie Engels) die Wohnviertel der Fabrikarbeiter in Manchester. Ihm wurde deutlich, dass Armut kein Einzelschicksal war, sondern dass mit der Arbeiterschaft eine ganze Bevölkerungsschicht zu verelenden drohte. Um dieser Entwicklung entgegenzusteuern, propagierte Huber 1846 unter dem Titel „innere Colonisation“ ein Konzept für Wohnungsgenossenschaften. Nach seinem Plan sollten Cottage-Siedlungen entstehen, die den Arbeiterfamilien ausreichend Wohnraum zur Verfügung stellten, der neben dem materiellen Auskommen auch ein geregeltes, christliches Familienleben ermöglichte. Über die Mietzahlungen sollten die Arbeiter im Laufe der Zeit zu Wohnungseigentümern werden und so ihre finanzielle Lage absichern. Ferner sah Huber vor, die Mieter durch verschiedene (christliche) Bildungseinrichtungen zu einer organischen Gemeinschaft zu verbinden. Das notwendige Kapital wollte er aus Aktienverkäufen generieren. Hubers Aufruf zur Gründung, Finanzierung und Leitung der Wohngenossenschaften ging einzig und allein an die finanziell und ideell Bessergestellten. Eine aktive Beteiligung der Arbeiter selbst konnte er sich erst vorstellen, wenn diese durch das Leben in den Genossenschaften von den Eliten zur Selbsthilfe herangebildet worden wären.
Hubers sozialpolitische Vorstellungen wurden ansatzweise praktisch verwirklicht. Von 1849 bis 1852 war er im Vorstand der liberal geprägten Berliner Gemeinnützigen Baugesellschaft tätig, die auf den Grundstücken Schönhauser Allee 58/58a sechs Kleinhäuser für 15 Familien baute. Die Bremer Höhe genannte Siedlung sollte ein Musterbeispiel der „inneren Kolonisation“ werden, hatte aber (in ihrer frühen Form) keinen langen Bestand. 1888/89 wurden die letzten mittlerweile verwahrlosten Cottages abgerissen und machten Platz für eine neue, dichtere Bebauung.
Mit seinem Genossenschaftsgedanken gehört Huber zu den geistigen Wegbereitern der Genossenschaftsbewegung in Deutschland. Seine Bedeutung liegt dabei weniger in seinem praktischen Werk oder einer Theorie als vielmehr in seiner Tätigkeit als Multiplikator. Unermüdlich sammelte er auf Reisen nach Belgien, England und Frankreich Informationen, was ihn zum führenden Kenner des europäischen Genossenschaftswesens machte, der vor allem im Ausland hohes Ansehen genoss. Die gewonnenen Informationen publizierte er in unzähligen Artikeln und Broschüren sowie auf Tagungen.
Zu Lebzeiten stieß Huber in Deutschland auf keine nennenswerte Resonanz. Es gelang ihm nicht, seine Theorien in einem geschlossenen Hauptwerk zu systematisieren, was eine Rezeption erschwerte. Zudem stand Huber mit seinen christlich-konservativ gefärbten Genossenschaftsplänen buchstäblich zwischen den Stühlen aller relevanten sozialpolitischen Strömungen seiner Zeit: Den Konservativen war der Genossenschaftsgedanke zu liberal, den Liberalen waren Hubers Ansichten zu konservativ-monarchistisch, den Sozialisten zu paternalistisch-reaktionär und dem politischen Katholizismus zu protestantisch.

## Werke (Auswahl)
- Guckkastenbilder und sonst Allerley aus Paris. In: Morgenblatt für gebildete Stände, Nr. 205 (1819), Nr. 208 (1821), Nr. 212, Nr. 259.
- De lingua et osse hyoideo pici viridis. Diss. Stuttgart 1821.
- Skizzen aus Spanien. Bd. 1, Göttingen 1828.
- Über Verwahrlosung und Rettung der Kinder, zunächst in Beziehung auf die Rettungsanstalt in Hamm bei Hamburg. In: Mecklenburgische Blätter. Herausgegeben zum Besten der Armen 1834/35, Nr. 24, 368–376, Nr. 25, 385–390, Nr. 26, 393–407.
- Die englischen Universitäten. Eine Vorarbeit zur englischen Litteraturgeschichte. 2 Bde., Kassel 1839/1840.
- Über die Elemente, die Möglichkeit oder Notwendigkeit einer konservativen Partei in Deutschland. Marburg 1841.
- Woher die rechten Leute nehmen? in: Janus. Jg. 1845, Bd. I, 69–108.
- Eindrücke und Betrachtungen eines Reisenden. (Aus Briefen an einen Freund.) Manchester. Das Proletariat. In: Janus Jg. 1845, Bd. II,  641–678, 705–727.
- Die Selbsthilfe der arbeitenden Klasse durch Wirtschaftsvereine und innere Ansiedlung, 1848 (anonym).
- Die innere Mission als Sache der Kirche. In: Evangelische Kirchenzeitung Nr. 95 (1848), 937–944.
- Concordia. Blätter der Berliner gemeinnützigen Baugesellschaft, Berlin 1849.
- Skizzen aus Ireland. Wilhelm Hertz, Berlin 1850.
- Bruch mit der Revolution und Ritterschaft. Wilhelm Hertz, Berlin 1852 (Digitalisat) (anonym).
- Innere Mission und Association. Eine Denkschrift an den Kirchentag von 1853. Berlin 1853.
- Reisebriefe aus Belgien, Frankreich und England im Sommer 1854. 1855.
- Sieben Briefe über englisches Revival und deutsche Erweckung. Frankfurt (Main) 1862 (Digitalisat und Volltext im Deutschen Textarchiv)
- Das Wesen der Genossenschaft und ihre Bedeutung für die Innere Mission. In: Fliegende Blätter aus dem Rauhen Hause Jg. 1862, 353–365.
- Erinnerungen an Fellenberg und Hofwil. Sonderdruck zum 200. Geburtstag Fellenbergs. Berner Zeitschrift für Geschichte und Heimatkunde, Heft 1/1971 (Erstveröffentlichung 1867).